# ゲオルク・フォン・ザクセン＝マイニンゲン
ゲオルク・プリンツ・フォン・ザクセン＝マイニンゲン（ドイツ語: Georg Prinz von Sachsen-Meiningen, 1892年10月11日 - 1946年1月6日）は、ザクセン＝マイニンゲン公爵家の家長（1941年 - 1946年）。ゲオルク3世（ドイツ語: Georg III.）とも呼ばれる。

## 生涯
ザクセン＝マイニンゲン公子フリードリヒ（ザクセン＝マイニンゲン公ゲオルク2世の三男）と、その妻のリッペ＝ビースターフェルト伯女アーデルハイト（リッペ侯国摂政エルンストの長女）の間の長男として、ヘッセン＝ナッサウ県のカッセルに生まれた。ゲオルクはミュンヘン大学とイェーナ大学で法学を学んだ。
第一次世界大戦が始まるとゲオルクは学業を中断し、ドイツ軍の騎兵大尉として従軍した。ドイツ革命に伴い諸侯国の君主制が廃止されていく中、ゲオルクの伯父ベルンハルト3世も1918年11月10日に退位した。戦後、ゲオルクは法学の勉強を再開し、一時はテューリンゲン州のヒルトブルクハウゼンで判事補を務めていた。1933年5月1日、国家社会主義ドイツ労働者党（NSDAP）に入党した。
1941年12月29日に伯父のエルンストが死去すると、ゲオルクがザクセン＝マイニンゲン家の家督を継承した。1946年、北ロシアのチェレポヴェツにあった捕虜収容所で死去した。ただ一人生き残っていた男子フリードリヒ・アルフレートは1953年にカルトジオ会の修道士となって公位継承権を放棄したため、ゲオルクの弟ベルンハルトが家長となった。

## 子女
1919年2月22日、フライブルクにおいて、シュミジンク＝ケルッセンブロック・コルフ伯爵令嬢（Gräfin von Korff, genannt Schmising-Kerssenbrock）クララ＝マリー（1895年 - 1992年）と結婚し、間に2男2女を儲けた。
- アントン・ウルリヒ（1919年 - 1940年） - 第二次世界大戦で戦死
- フリードリヒ・アルフレート（1921年 - 1997年） - 1953年に継承権放棄
- マリー・エリーザベト（1922年 - 1923年）
- レギーナ（1925年 - 2010年） - 1951年、元オーストリア皇太子オットー・フォン・ハプスブルクと結婚